# Fleshgrind
Fleshgrind war eine Death-Metal-Band mit Grindcore-Einflüssen aus Chicago, Illinois (USA).

## Biographie
Fleshgrind wurde 1992 von Rich Lipscomb (Gitarre/Gesang) und Dave Barbolla (Schlagzeug) gegründet. Mit Casey Ryba und Steve Murray kamen ein Bassist und ein zweiter Gitarrist hinzu. Nach dem ersten Demo Holy Pedophile konnte man mit dem Song Anger einen Samplerbeitrag zur Kompilation Repulsive Assault I von Repulse Records leisten. Nach dem zweiten Demo Sorrow Breeds Hatred (Bleed on Me) konnte Fleshgrind einen Plattenvertrag mit Pulverizer Records unterschreiben. Casey Ryba wurde durch Ray Vazquez ersetzt und veröffentlichten 1997 ihr Debütalbum Destined for Defilement. Kurz danach wurde das Line-up wieder umgestellt. Für Vazquez kam James Genenz (ex-Avernus) und für Barbolla Alan Collada.
Nach einigen Tourneen beschloss man sich von Pulverized wieder zu trennen. Pavement Music veröffentlichten 1999 einen Rerelease des Debütalbums. Ein neuer Vertrag wurde mit Olympic Records geschlossen. Dort erschien ihr zweites Album The Seeds of Abysmal Torment 2000. Nach der Veröffentlichung brach sich Lipscomb den Knöchel, so dass die Band anderthalb Jahre auf Eis lag. 2002 erschien eine Live-EP, aufgenommen 2000 auf dem Fuck-the-Commerce-Festival in Deutschland. Während der Vorbereitungen zum nächsten Album stieg Schlagzeuger Collado aus und wurde durch Derek Hoffman ersetzt. 2003 erschien das letzte Album Murder Without End wieder auf Olympic Records. Den Europavertrieb übernahm Century Media. Nach einer Split-LP mit Mortician löste sich die Band 2005 auf.
Der Sänger Rich Lipscomb führte sein eigenes Label mit dem Namen United Guttural Records, das er jedoch im November 2005 nach der Auflösung der Band verkaufte.

## Diskografie
- 1993: Holy Pedophile (Demo)
- 1995: Sorrow Breeds Hatred – Bleed on me (Demo)
- 1997: Destined for Defilement (Album, Pulverizer Records)
- 2000: The Seeds of Abysmal Torment (Album, Olympic Records)
- 2002: Live Split (Split-CD mit Resurrected, Perverted Taste)
- 2003: Live in Germany (MCD, United Guttural Records)
- 2003: Murder Without End (Album, Olympic Records)
- 2004: Living Dead (Split-LP mit Mortician, Hells Headbangers)
- 2015: Taking it up the Ass – Lipscomb Style